# 巴伐利亞的沃夫岡
巴伐利亞的沃夫岡（德語：Wolfgang von Bayern，1879年7月2日—1895年1月31日），巴伐利亞末代國王路德維希三世的幼子。
1895年，沃夫岡因肺水腫去世，年僅15歲。